# Корикийские нимфы
Корикийские нимфы — в древнегреческой мифологии наяды из Фокиды, жили в Корикийской пещере на западном склоне горы Парнас близ Дельф. Дочери Кефиса, бога одноименной реки, впадавшей в Копаидское озеро в Фокиде, или Плиста. Их три: Корикия (греч. Κωρύκια), Клеодора и Мелена (Μέλαινα). Им молился Девкалион во время потопа. Корикия родила от Аполлона сына Ликора, Клеодора родила Парнаса от Посейдона, Мелена родила от Аполлона Дельфа (см. Мифы Фокиды).
Их изгнал с Парнаса лев, они поселились на острове Гидрисса (позже Кея), затем стали обитать в Карии.